# Georg Saleman
Georg Saleman, auch Salemann (* um 1670 in Reval; † März 1729 in Kopenhagen) war ein deutsch-baltischer Miniaturmaler.

## Leben

Miniatur der Prinzessin Sophia Hedwig von Dänemark (um 1698) im Schwedischen Nationalmuseum in Stockholm

Georg Saleman war ein Sohn des lutherischen Geistlichen und späteren Bischofs von Estland Joachim Salemann (der Ältere). Sein genaues Geburtsdatum und seine erste Ausbildung sind nicht überliefert. Um 1690 ist er erstmals in Kopenhagen nachweisbar. Er erstellte seine Bildnisse für die Familien des in Dänemark ansässigen Adels sowie das Königshaus und galt als einer der bedeutenden Miniaturisten seiner Zeit in Dänemark. 1701 war er Mitunterzeichner einer Bittschrift an den König, mit welcher die Einrichtung einer Künstlersocietät (Kunstakademie) in Kopenhagen angeregt wurde. Saleman lieferte 1724 an Prinz Carl von Dänemark als zentrales Werk eine Serie von Miniaturen der königlichen Familie, die er zum Teil nach den Vorlagen anderer Porträtmaler herstellte. Seine Arbeiten befinden sich unter anderem in dänischen Museen wie Schloss Frederiksborg und in Privatbesitz.
Saleman verstarb im März 1729 in Kopenhagen und wurde am 22. März 1729 in der Helligåndskirken beigesetzt.